# Rawil Sabitow
Rawil Rufaiłowicz Sabitow, ros. Равиль Руфаилович Сабитов (ur. 8 marca 1968 w Moskwie, Rosyjska FSRR) – rosyjski piłkarz, grający na pozycji obrońcy, trener piłkarski.

## Kariera piłkarska

### Kariera klubowa
Wychowanek Szkoły Sportowej Dinamo Moskwa. W 1986 rozpoczął karierę piłkarską w drużynie Dinamo Moskwa. Nieczęsto wychodził na boisko, dlatego latem 1990 przeszedł do Dinama Suchumi. W 1991 przeniósł się do Łokomotiwu Moskwa. W 1994 wyjechał do Belgii, gdzie bronił barw SV Zulte Waregem. W 1995 roku powrócił do Dinama Moskwa, ale potem doznał kontuzji i przez dłuższy czas leczył się, po czym był zmuszony zakończyć karierę piłkarza.

## Kariera trenerska
Po zakończeniu kariery piłkarza rozpoczął pracę szkoleniowca. Ukończył z wyróżnieniem Wyższą Szkołę Trenerów Rosji. W 1997 został zaproszony do sztabu szkoleniowego FK Chimki, gdzie najpierw pomagał trenować, a potem stał na czele klubu. Potem prowadził Titan Rieutow oraz rosyjską reprezentację do lat 19. 1 sierpnia 2007 został mianowany na stanowisko głównego trenera Torpeda Moskwa, którym kierował do 30 maja 2008. W 2009 roku trenował Maccabi Moskwa. 3 grudnia 2009 stał na czele kazachskiego klubu Tobył Kostanaj, z którym w 2010 roku zdobył mistrzostwo kraju. 22 grudnia 2011 zgodził się na prowadzenie łotewskiej Daugavy Daugavpils. W latach 2013–2014 prowadził fiński FC Myllypuro. 21 kwietnia 2015 roku objął stanowisko głównego trenera Sachalinu Jużnosachalińsk. 20 sierpnia 2015 został trenerem klubu Tiekstilszczik Iwanowo.

## Sukcesy i odznaczenia

### Sukcesy piłkarskie
Dinamo Moskwa
- zdobywca Pucharu Rosji: 1994/95

### Sukcesy trenerskie
Tobył Kostanaj
- mistrz Kazachstanu: 2010

### Odznaczenia
- tytuł Mistrza Sportu Rosji